# جوردي مونيوث آبرو
جوردي مونيوث آبرو (بالإسبانية: Jordi Muñoz Abreu)‏ هو لاعب كرة مضرب فنزويلي، ولد في 17 يناير 1990 في برشلونة في إسبانيا.

## وصلات خارجية
- جوردي مونيوث آبرو على موقع رابطة محترفي التنس (الإنجليزية)
- جوردي مونيوث آبرو على موقع الاتحاد الدولي لكرة المضرب (الإنجليزية)
- جوردي مونيوث آبرو على موقع كأس ديفيز (الإنجليزية)
- جوردي مونيوث آبرو على موقع خلاصة التنس.كوم (الإنجليزية)